# Rivière Jamet
Rivière Jamet är ett vattendrag i Kanada.   Det ligger i provinsen Québec, i den sydöstra delen av landet, 140 km nordost om huvudstaden Ottawa. Rivière Jamet ligger vid sjön Lac des Sucreries.
I omgivningarna runt Rivière Jamet växer i huvudsak blandskog. Trakten runt Rivière Jamet är nära nog obefolkad, med mindre än två invånare per kvadratkilometer.